# Pirmin Unger
Pirmin Unger (* 9. Juli 1987) ist ein ehemaliger deutscher Basketballspieler.

## Werdegang
Unger, Sohn von Thomas Unger, spielte im Nachwuchs des SV 03 Tübingen und schaffte in der Saison 2008/09 den Sprung ins Bundesliga-Aufgebot der Walter Tigers Tübingen. Seinen ersten Einsatz in der Basketball-Bundesliga bestritt der 1,84 Meter große Aufbauspieler Anfang Oktober 2008 gegen Nördlingen. Bis 2010 kam er auf insgesamt elf Bundesliga-Spiele für Tübingen, es handelte sich jeweils um Kurzeinsätze. Unger spielte hauptsächlich in der Tübinger Regionalliga-Mannschaft, zuletzt in der Saison 2017/18.